# Der Herr der Liebe
Der Herr der Liebe is een Duitse dramafilm uit 1919 onder regie van Fritz Lang. De film is wellicht zoekgeraakt.

## Verhaal
De edelman Vasile Disescu woont samen met zijn vrouw Yvette in een kasteel in de Karpaten. Hij wordt verliefd op de dochter van zijn buurman. Hij bedrijft de liefde met zijn huishoudster, die stiekem verliefd is op hem, in de waan dat zij de dochter van zijn buurman is.

## Rolverdeling
| Acteur        | Personage     |
| ------------- | ------------- |
| Carl de Vogt  | Vasile Disecu |
| Gilda Langer  | Yvette        |
| Erika Unruh   | Stefana       |
| Max Narlinski | Lazar         |
| Sadjah Gezza  | Suzette       |